# Rue Pajou
La rue Pajou est une voie située dans le quartier de la Muette du 16e arrondissement de Paris.

## Situation et accès

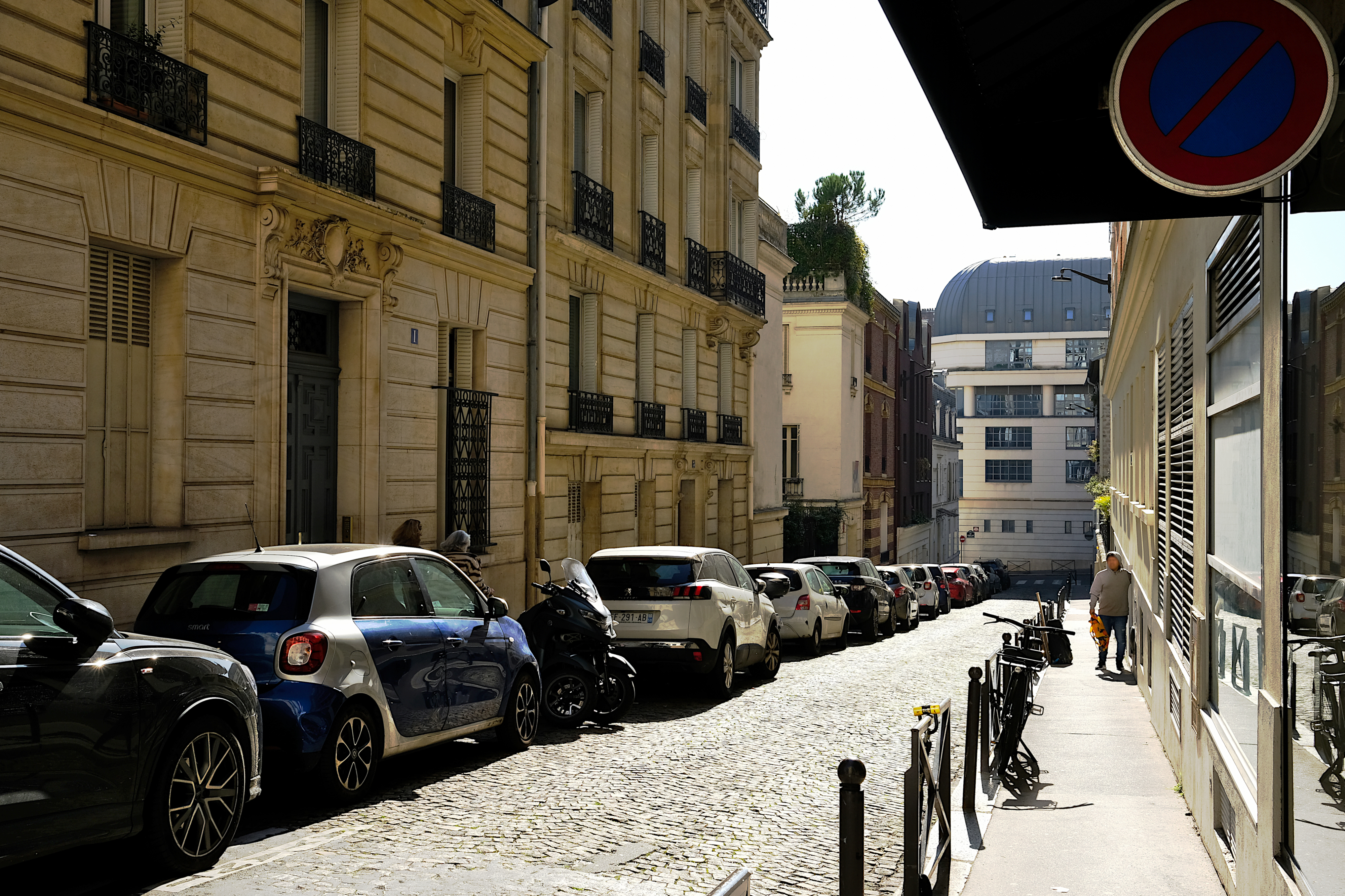
La rue Pajou vue depuis la rue des Vignes.

La rue Pajou est une voie publique située dans le 16e arrondissement de Paris. Elle commence 77, rue des Vignes et finit 8, rue du Général-Aubé.
Elle est desservie par la ligne 9 à la station La Muette.

## Origine du nom

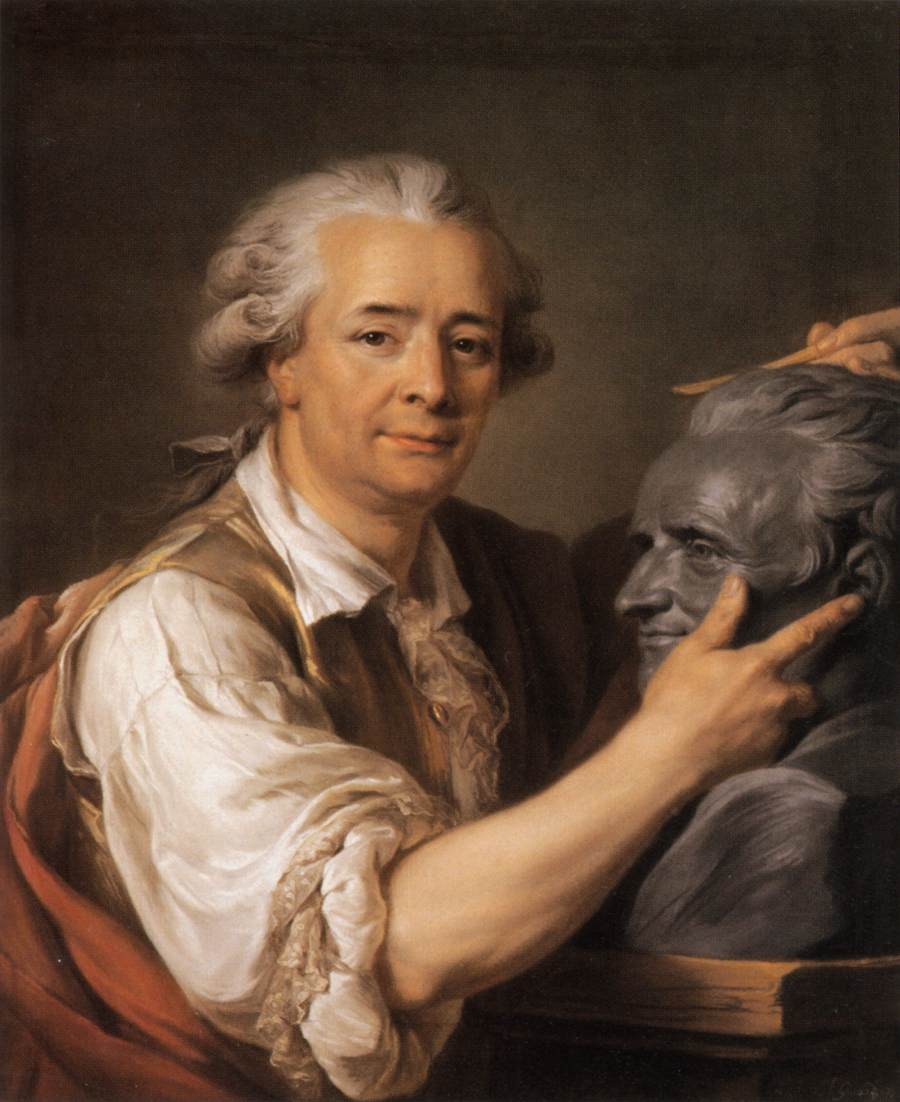
Augustin Pajou.

Elle porte le nom du sculpteur Augustin Pajou (1730-1809).

## Historique
Cette voie de l'ancienne commune de Passy porte historiquement le nom de « ruelle Saint-Pol » ou « du Fief-Saint Pol », partie d'un fief appartenant aux seigneurs de Passy. À la Révolution, elle est renommée« rue des Fortes-Terres », en référence aux terres argileuses auxquelles elle conduisait à Auteuil.
La voie figure sur le plan cadastral de 1823, alors étendue jusqu'à l'actuelle rue de l'Assomption sous le nom de « rue de la Glacière » car elle menait à la glacière du château de la Tuilerie,.
Classée dans la voirie parisienne en vertu d'un décret du 23 mai 1863, elle prend sa dénomination actuelle par un décret du 24 août 1864.
En 1896, le tronçon situé entre l'avenue Mozart et la rue de l'Assomption est renommé « rue Davioud » et, en 1937, sa partie entre l'avenue Mozart et la rue des Bauches prend le nom de « rue du Général-Aubé ».

## Bâtiments remarquables et lieux de mémoire

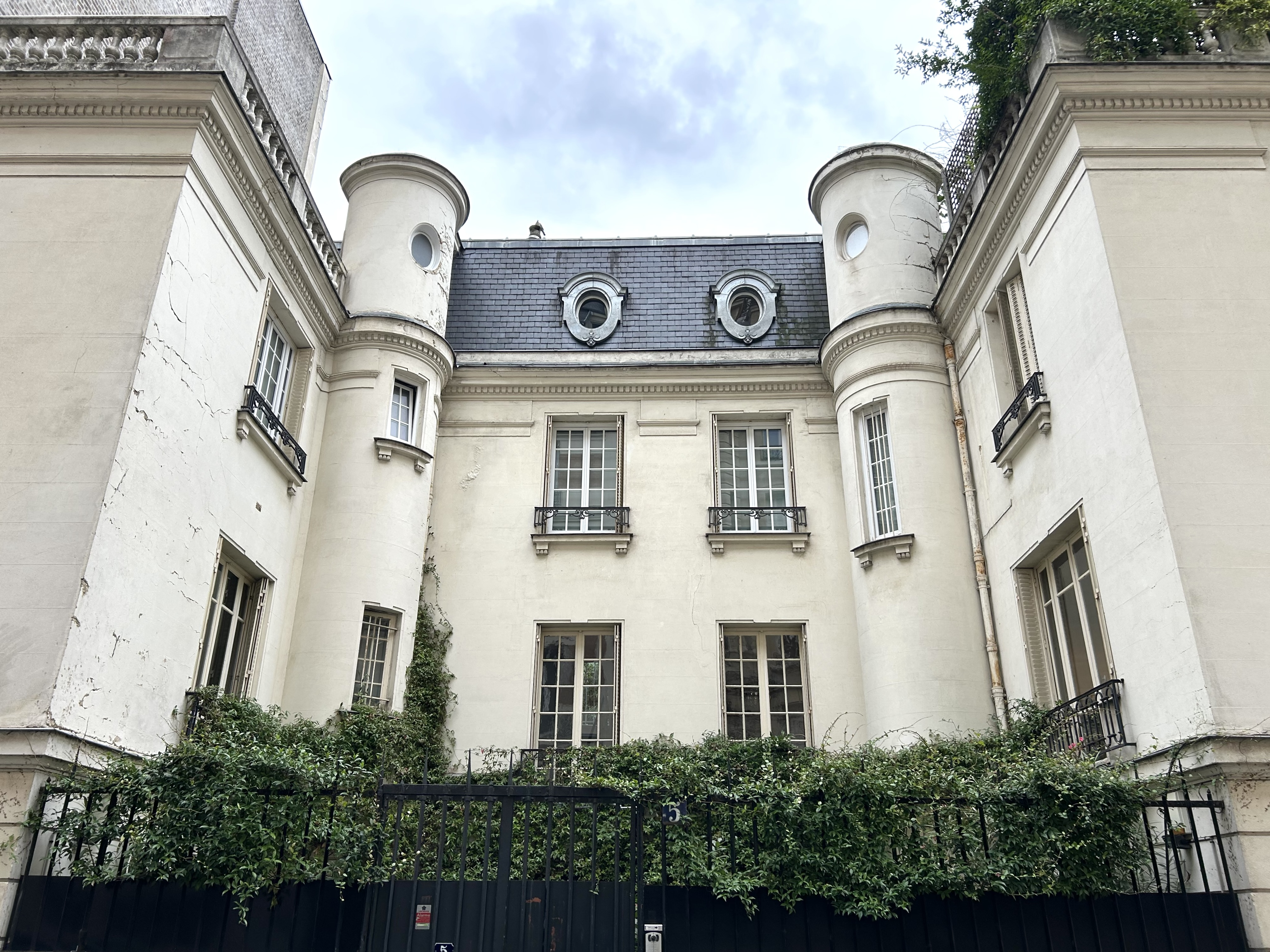
No 5, avec ses deux tourelles.